# Grammitastrum
Grammitastrum, novi rod pravih paprati (papratnice) iz potporodice Grammitidoideae,. dio porodice Polypodiaceae, red Polypodiales. 
Jedina vrsta je epifit G. pseudaustrale novokaledonski endem. Rod je opisan u Taxon 72(5): 989–990. 2023.

## Sinonimi
- Grammitis pseudaustralis E.Fourn.; Bull. Soc. Bot. France 16: 423 (1869)
- Polypodium nanum Vieill. ex Baker; Syn. Fil. 507 (1874), nom. illeg. (non Fée 1850)
- Polypodium pseudaustrale (E.Fourn.) E.Fourn.; Ann. Sci. Nat., Bot., sér. V, 18: 282 (1873)
- Polypodium pumilio Hieron.; Hedwigia 44: 102, nota (1905)